# إسحاق بن جعفر الصادق
أبو محمد إسحاق بن جعفر الصادق، فقيه ومحدث ثقة، ولد في العريض في المدينة المنورة وتوفي في مصر، أمه حميدة البربرية وهي أم إخوته موسى الكاظم ومحمد الديباج وفاطمة الكبرى.

## حياته
في سنة 193 هـ هاجر إسحاق بن جعفر مع زوجته السيدة نفيسة وباقي أسرته إلى مصر وصلوا إلى القاهرة في 26 شهر رمضان سنة 193 هـ، ورحب بهم أهل مصر وسكن إسحاق بن جعفر مع أسرته في بيت أحد التجار المصريين يعرف بجمال الدين بن عبد الله بن الجَصّاص، ثم انتقلت بعد عدّة شهور إلى بيت أم هانئ، ومنها إلى بيت أبي السرايا أيوب بن صابر، وحينما شعرت السيدة نفيسة أن كثرة المراجعين لها يزعج صاحب الدار قررت الرحيل من مصر، ففزع الناس لقرارها، ورفضوا رحيلها، حتى تدخل والي مصر السري بن الحكم، وقال لها: يا ابنة رسول الله، إني كفيل بإزالة ما تشكين منه، فوهبها دارا واسعة، فبقيت في مصر.
روى المؤرخون: أنَّ إسحاق بن جعفر كان من أشبه الناس برسول الله، وكان إسحاق بن جعفر يعتقد بإمامة أخيه موسى الكاظم وهو من روى وصية أبيه الصادق بالإمامة لأخيه الكاظم، وكذلك إيمانه بإمامة الرضا ودفاعه عنه بعد اعتراض أخوته على إمامته ولُقب إسحاق بن جعفر بعدة ألقاب وهي: المدني، الهاشمي، المؤتمن، الحزين

## شيوخه وتلامذته
شيوخه
- سعيد بن مسلم المدني.[7]
- عبد الرحمن بن أبي بكر المليكي
- عبد الرحمن بن عبد العزيز الإمامي
- عبد الله بن الحسين الهلالي
- عبد الله بن جعفر الزهري
- كثير بن عبد الله المزني
- محمد بن عبد الرحمن الجدعاني
- موسى بن جعفر الكاظم
- محمد بن عبد الله الكناني
- محمد بن عبد الله الليثي

تلاميذ
- بكر بن محمد الازدي[8]
- يعقوب بن كاسب المدني
- عبد الله بن إبراهيم الجعفري

## الجرح والتعديل
- قال الشيخ المفيد: إسحاق بن جعفر من أهل الفضل والصلاح والورع والاجتهاد وروي عنه الحديث.[9]
- كان ابن كاسب إذا حدَّث عنه يقول: حدَّثني الثقة الرضي إسحاق بن جعفر.[10]
- وقال الكليني: كان من شهود وصية أخيه لعلي بن موسى
- قال الشبستري عنه: محدث إمامي ثقة ممدوح، وكان مجتهداً فاضلاً، صالحاً، ورعاً
- قال يحيى بن معين: ما أراه إلا كان صدوقاً روى له البخاري[11] في كتاب القراءة خلف الإمام والترمذي وابن ماجه
- ذكره ابن عقدة في رجال الشيعة وقال: كان يقال له الحزين؛ لأنه لم يُرَ ضاحكاً قط[12]
- قال جمال الدين أحمد بن عنبة في عمة الطالب: كان محدثا جليلا وادعت فيه طائفة من الشيعة الإمامة وكان سفيان بن عيينة إذا روى عنه يقول حدثني الثقة الرضا إسحاق بن جعفر[13]
- قال المقريزي في خططه: كان من أهل الصلاح والخير والفضل والدين روي عنه الحديث
- قال عثمان الدارمي عن ابن معين ما أراه كان الا صدوقا[14]
- ذكره ابن حبان في الثقات وقال كان يخطئ[15]
- قال الشيخ النمازي الشاهرودي: ثقة جليل[16]
- قال الشيخ محيي الدين المامقاني: المترجم من ثقات رواتنا الأجلّاء، والرواية من جهته لابدّ من عدّها صحيحة[17]
- قال السيّد علي العلوي العمري: وكان محدّثاً ثقة فاضلاً، يُلقّب المؤتمن
- قال الذهبي: مقبول[18]
- عده البرقي من أصحاب الباقر والصادق والكاظم[10]

## حياته الخاصة

### نسبه
إسحاق بن جعفر الصادق بن محمد الباقر بن علي زين العابدين بن الحسين بن علي بن أبي طالب الهاشمي.

### زوجاته وأبناؤه
تزوج بنفيسة بنت الحسن بن زيد بن الإمام الحسن المجتبى المدفونة في مصر وله من الأبناء، محمد والحسن وجعفر والقاسم والحسين

## وصلات خارجية
عقب إسحاق بن جعفر الصادق